# NGC 7403
NGC 7403 is een ster in het sterrenbeeld Vissen. Het hemelobject werd op 15 november 1859 ontdekt door de Amerikaanse astronoom Phillip Sidney Coolidge (1830-1863).